# Urs Erbacher

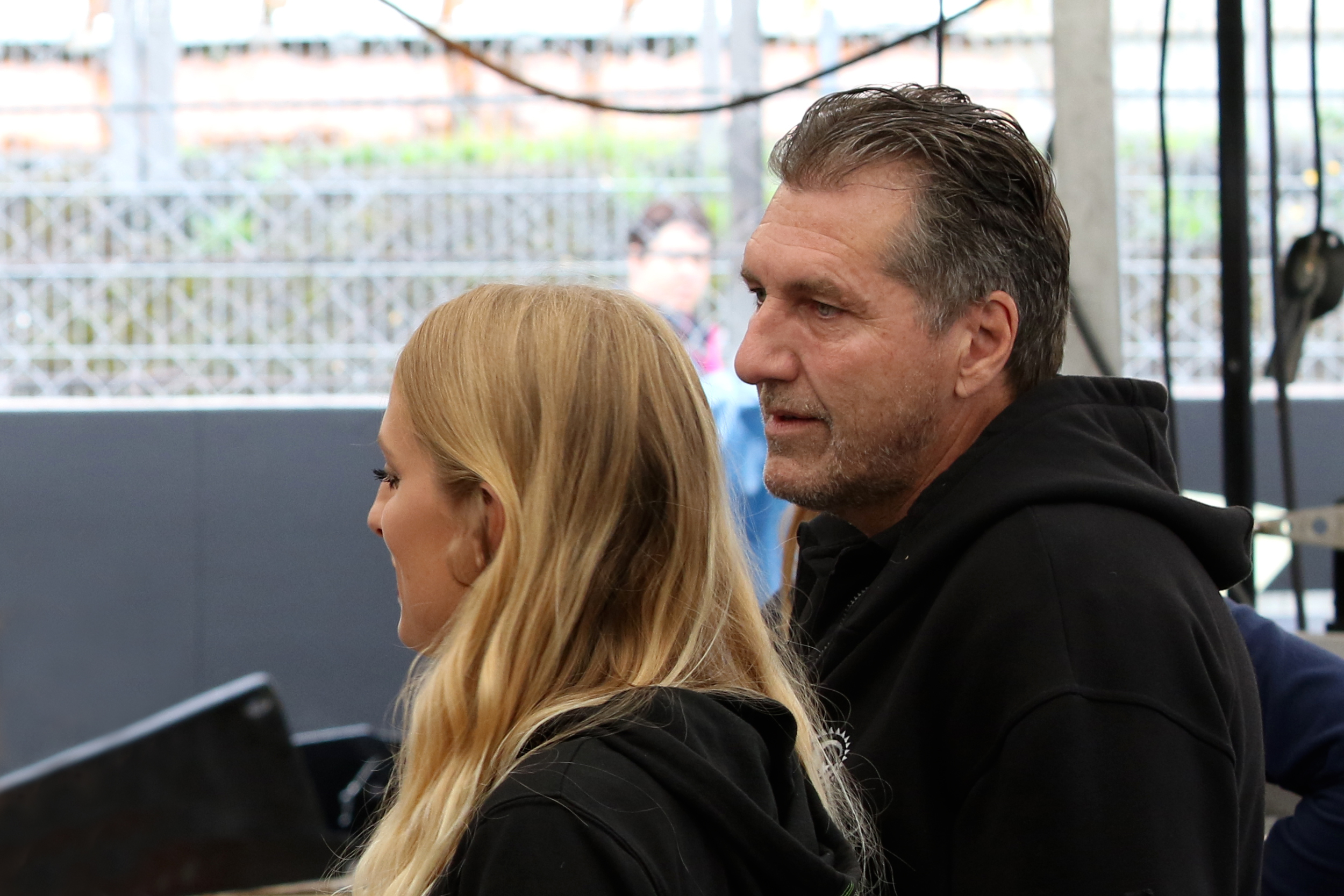
Urs Erbacher mit seiner Tochter Jndia bei den NitrOlympX 2019

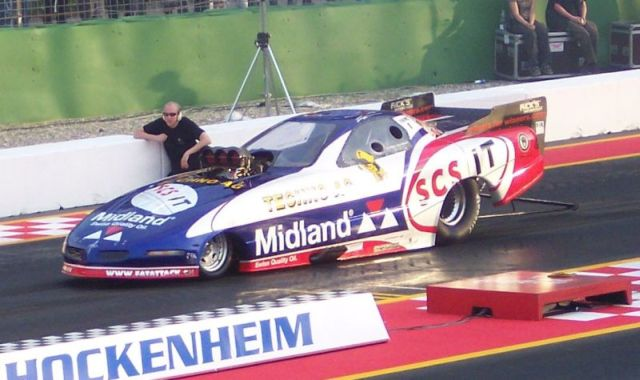
Urs Erbacher im Top Methanol Funny Car (2005)

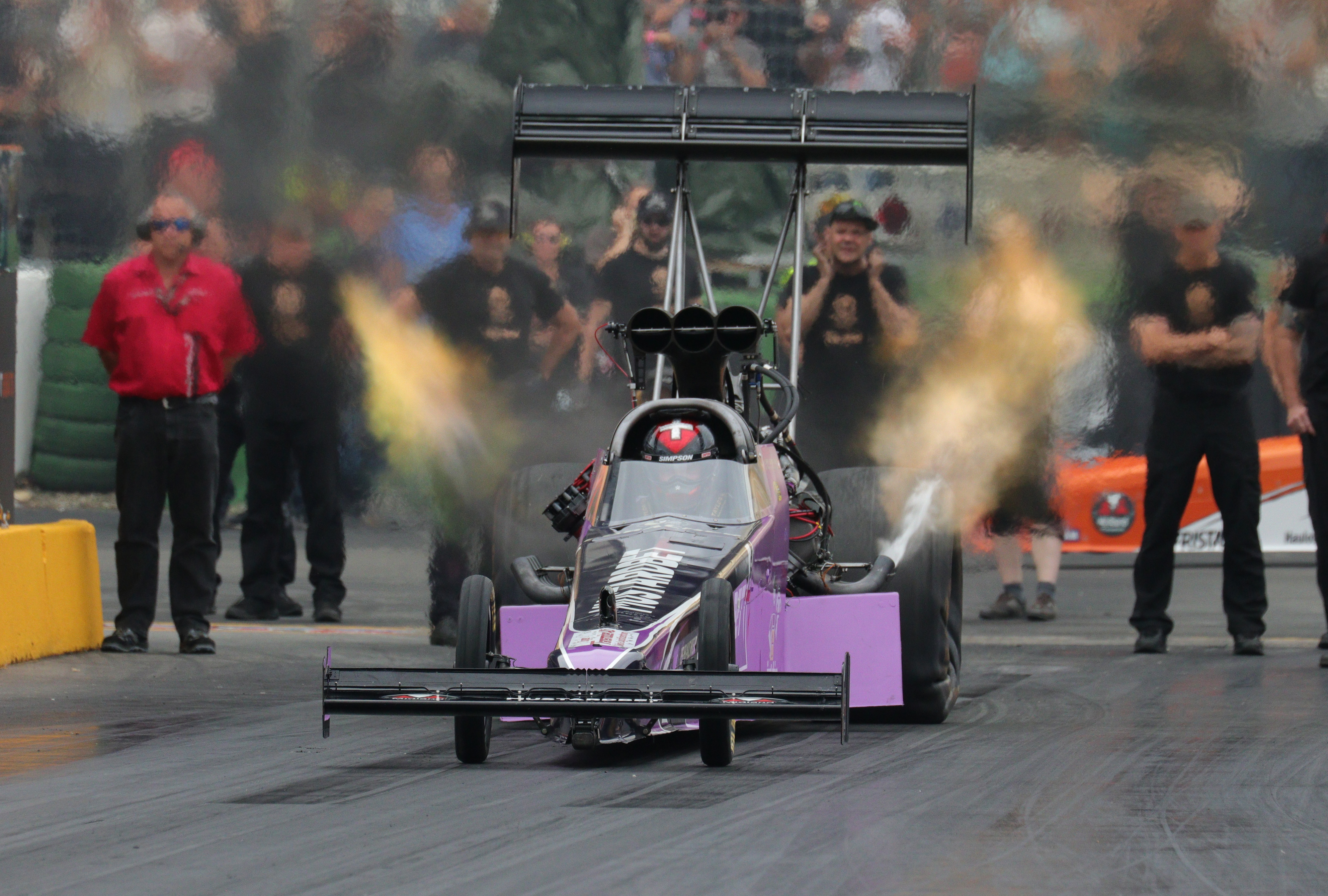
Erbacher im Top-Fuel-Dragster, bei den NitrOlympX (2019)

Urs Erbacher (* 25. Oktober 1961 in Arlesheim) ist ein Schweizer Dragster-Rennfahrer, und mehrfacher FIA-Europameister in den Klassen Top Methanol und Top Fuel.

## Karriere

### Als Fahrer
Anfang der 1980er Jahre begann Urs Erbacher mit Beschleunigungsrennen. Nach ersten Erfolgen in Amateurklassen (dem sogenannten Sportsman-Racing) wechselte er 1992 zu den Pro-Klassen. Sein erster bedeutender Erfolg war der FIA-Vize-Europameistertitel 2002 in der Klasse Top Methanol Funny Car. In den Jahren 2003, 2004 und 2005 gewann Erbacher den FIA-Europameistertitel in dieser Serie.
Nach drei Meistertiteln im TMFC erfolgte zur Saison 2006 der Wechsel zu den Top-Fuel-Dragstern, der Königsklasse des Dragster-Rennsports. Erbacher schloss seine erste Saison mit den (damals) rund 8000 PS (ca. 5900 kW) starken Rennfahrzeugen auf dem dritten Platz ab. Mit seinem Fat Attack Team gewann der mehrfache Rekordhalter 2007 den FIA-Europameistertitel in der TF-Klasse. 2008 fuhr der schnellste Schweizer, wie er von der Presse betitelt wurde, in den USA. 2010 gelang ihm der Gewinn der EM-Gesamtwertung erneut.
2011 entschied Erbacher die EM in der Top-Fuel-Klasse noch einmal für sich, nachdem sein direkter Konkurrent, der US-Amerikaner Tommy Johnson jr., nach einem Dopingvergehen von der Wertung ausgeschlossen worden war, weil bei ihm ein (vom Arzt verschriebenes) Medikament gegen Schlaflosigkeit nachgewiesen worden ist, das nach den Regeln den NHRA zulässig, aber nach FIA-Reglement verboten ist. Dadurch erhielt Erbacher die Chance auf seinen dritten Titel in der höchsten Kategorie.
2012 nahm Erbacher nach einem Gastauftritt in Abu Dhabi an einigen Läufen in den USA teil, verzichtete aber auf die Verteidigung des EM-Titels.
2018 und 2019 nahm Erbacher noch an seinem «Heimrennen» teil, übergab danach endgültig das Lenkrad an seine Tochter Jndia und agiert seitdem im Management des Familienteams.

### Als Team-Manager
Erbacher-Racing rief 2009 eine professionell aufgebaute sogenannte „Racing-School“ ins Leben, welche die notwendigen Schulungs- und Testläufe für die TF-Lizenz ermöglichen sollte. Der US-amerikanischen Fahrer Mike Salinas und der damalige einzige deutsche Anwärter für eine TF-Lizenz (Jens Riehl) wurden damit für eine Top-Fuel-Lizenz qualifiziert.
Zwischen 2005 und 2012 war Erbacher Racing auch in der European Drag Bike Championship der FIM aktiv und konnte in der Klasse Super Twin Top Fuel (STTF) mit dem Fahrer Lorenz „Lo“ Stäuble (zu dieser Zeit ein Angestellter von Erbacher) zwei Europameisterschaften und zwei Vizemeisterschaften erringen.

## Erfolge (Übersicht)

### Titel
| Jahr | Klasse                 | Rang                        |
| ---- | ---------------------- | --------------------------- |
| 2002 | Top Methanol Funny Car | FIA Vize-Europameister      |
| 2003 | Top Methanol Funny Car | FIA Europameister           |
| 2004 | Top Methanol Funny Car | FIA Europameister           |
| 2005 | Top Methanol Funny Car | FIA Europameister           |
| 2006 | Top Fuel Dragster      | FIA Europameisterschaft: 3. |
| 2007 | Top Fuel Dragster      | FIA Europameister           |
| 2010 | Top Fuel Dragster      | FIA Europameister           |
| 2011 | Top Fuel Dragster      | FIA Europameister           |

### Bestzeiten
| Klasse                           | Zeit (Sek.) | Geschwindigkeit (km/h) | Jahr | Ort               |
| -------------------------------- | ----------- | ---------------------- | ---- | ----------------- |
| Top Fuel Dragster (Viertelmeile) | 4.722       | 457,26                 | 2011 | Santa Pod Raceway |
| Top Fuel Dragster (1000 ft)      | 3.993       | 481,13                 |      |                   |
| Top Methanol Funny Car           | 5.694       | 399,60                 | 2003 | Santa Pod Raceway |

## Privates

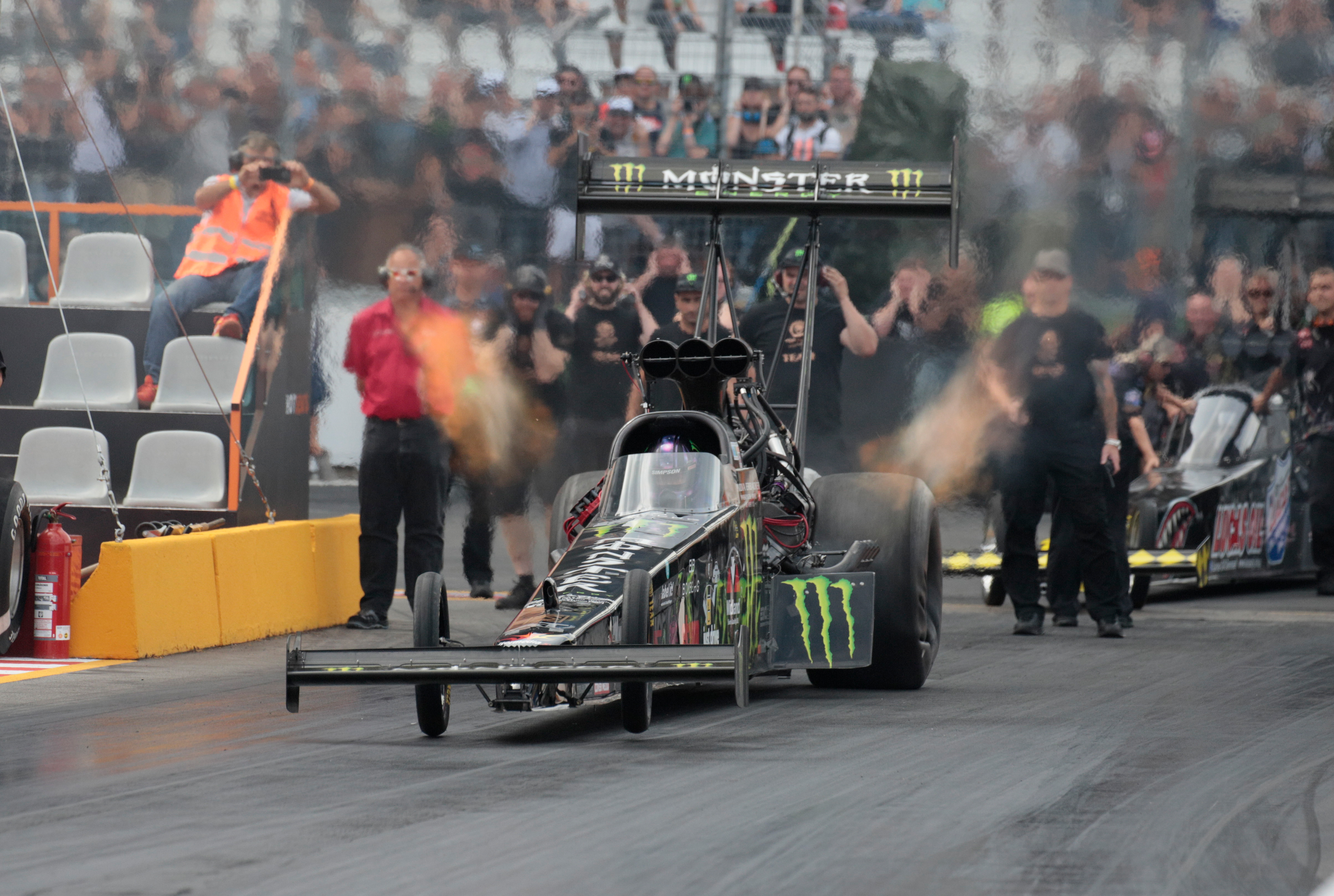
Erbachers Tochter Jndia bei den NOX 2019

Erbacher ist verheiratet und Vater zweier Kinder. Neben dem Engagement im Motorsport ist er Inhaber eines Unternehmens, das sich auf die Entwicklung und Herstellung von Custombikes spezialisiert hat. Zudem ist er im Autohandel tätig und betreibt einen Gastronomiebetrieb. Seine Tochter Jndia fährt ebenfalls im Dragster-Rennsport.
Jndia Erbacher, die seit 2017 für das Team Erbacher Racing in der Klasse Top Fuel startet, errang in der Saison 2024 den Titel in der, von der FIA ausgetragenen, Dragster-Europameisterschaft.